# Monardia obsoleta
Monardia obsoleta är en tvåvingeart som beskrevs av Edwards 1938. Monardia obsoleta ingår i släktet Monardia och familjen gallmyggor. Arten är reproducerande i Sverige. Inga underarter finns listade i Catalogue of Life.